# 佐美長神社
34°22′31″N 136°48′12″E / 34.375222°N 136.803472°E
佐美長神社在日本的位置
佐美長神社（日语：／ Saminagajinja，又稱大歲神社、大歲宮）是位於日本三重縣志摩市磯部町惠利原，由伊勢神宮皇大神宮（內宮）的別宮伊雜宮管轄的神社，神社境內建有同樣由伊雜宮管轄的佐美長御前神社。社格為式內社（小社）。神社位於三重縣志摩市磯部町惠利原字穗落的川邊地區，地處於約10米高的小丘上。有些意見認為佐美長神社的社址往昔如一，另一些意見則認為神社在江戶時代前是位於大海或濕地，後來才移至現址。按《倭姬命世記》記載，佐美長神社與伊雜宮在同一位置，但是按《安貞二年（1228年）內宮遷宮記》記載「向西南方向的大歲神社（佐美長神社）朝拜」，神社則位於其西南方向。佐美長神社和佐美長御前神社與伊雜宮距離約800米，而連接兩地的道路稱為「御幸道」，是神來往兩地的道路。按《伊勢兩宮別宮攝末社》，佐美長神社是內宮的末社，在近代才變成伊雜宮的管轄社，為五座伊雜宮管轄社中的第1位。

## 境內
社殿的板葺的形式屬於神明造，並且建有高欄和御階，同時四周也是玉垣。在伊勢神宮管轄的神社中，由於屬於少有朝向東面而建的神社，在式年遷宮期間，社殿往南北方向移動，是在伊勢神宮管轄社中比較特殊的例子。面向東方理由可能是東面為伊雜之浦。伊勢神宮的攝社、末社和管轄社一般均不會設有賽錢箱，但是佐美長神社建有賽錢箱。鳥居則豎立於三重縣道61號磯部大王線沿線，鳥居和社殿之間有36級石造梯級。《磯部鄉土史》認為1級代表1旬，36級即是36旬等於1年，與祭神大歲神（年神）不謀而合。
磯部川（神路川）的分流流經神社的山麓，為井（手水舍）的水源。然而，由於手水舍被東西覆蓋，因此無法使用。
江戶時代的社地與現時相同，但是當時在登上石級後參道西面的是佐美長神社末社「瑞樹社」、佐美長神社的殿地與古殿地之間的東面則是「神樂殿」、與佐美長御前神社並排，位於最東面的是佐美長神社末社「秋津社」和「宿衛所」。然而，進入明治時代後，佐美長神社末社的「瑞樹社」和「秋津社」脫離伊勢神宮的管轄後，合祀為磯部神社。

## 社名
1871年或1872年，神社才改名為「佐美長神社」，過去曾經使用大歲宮、穗落宮、飯井高宮或神織田御子神社等各種各樣的稱呼。高宮、飯井宮和飯高宮是偽書《先代舊事本紀大成經》提出的社名。使用高宮等的名稱，可能是假裝佐美長神社才是原本的「荒祭宮」，從而為了提升佐美長神社和伊雜宮的地位。
「佐美長神社」之名最早記載於延曆23年（804年）的《皇太神宮儀式帳》，有些文獻則記載為「佐美良神社」，近世的史料則大多數記載為「大歲神社」或「大歲宮」。《延喜式神名帳》中的社名則是「同島坐神乎多乃御子神社」。按《磯部町史》的說法，志摩國稱神社為「同島坐神乎多乃御子神社」，內宮稱為「佐美長神社」，而當地神人則稱為「大歲神社」。
現在，佐美長神社也有大歲社、穗落社或穗落先生（穂落としさん）等通稱。

## 祭神
佐美長神社的祭神是大歲神。穗落傳承中登場的白枕鶴被指是大歲神的原型，其他意見則認為「大歲神」是須佐之男之子、伊佐波登美神本身或其子以及穀物之神等說法。「大歲神」名稱的由來同樣有各種說法，「穗落（ほおとし）變音為大歲（おおとし）」和「鶴是長壽的象徵，因此在多年後演變成大歳」。
按《宇治山田市史》記載，佐美長神社的祭神是「神乎多乃御子神」。「神乎多乃御子神」是《延喜式神名帳》記載的同島坐神乎多乃御子神社（比定為佐美長神社）的祭神，是粟島（即志摩）之神之子，為水田的守護神。

## 信仰
當地居民稱神社為穗落先生（穂落としさん），以祈求稻米豐收和驅除害蟲等的信眾為主。另外，作為地主神，神社亦有地鎮和方位除的信仰。江戶時代的醫師林玄仲（幼名為大形半次郎）的父母曾經在佐美長神社求子。
有些居民認為佐美長神社是伊雜宮的外宮，口耳相傳的說法是「佐美長神社的神體是岩石，黏附在岩石上的海藻或類似的物體隨著潮汐而上下擺動，從而顯示其為永恆不變之神」。志摩市立磯部小學校的校歌中寫有「建於穗落宮的丘」（穂落宮の丘に建つ），與當地居民關係緊密。

## 佐美長御前神社

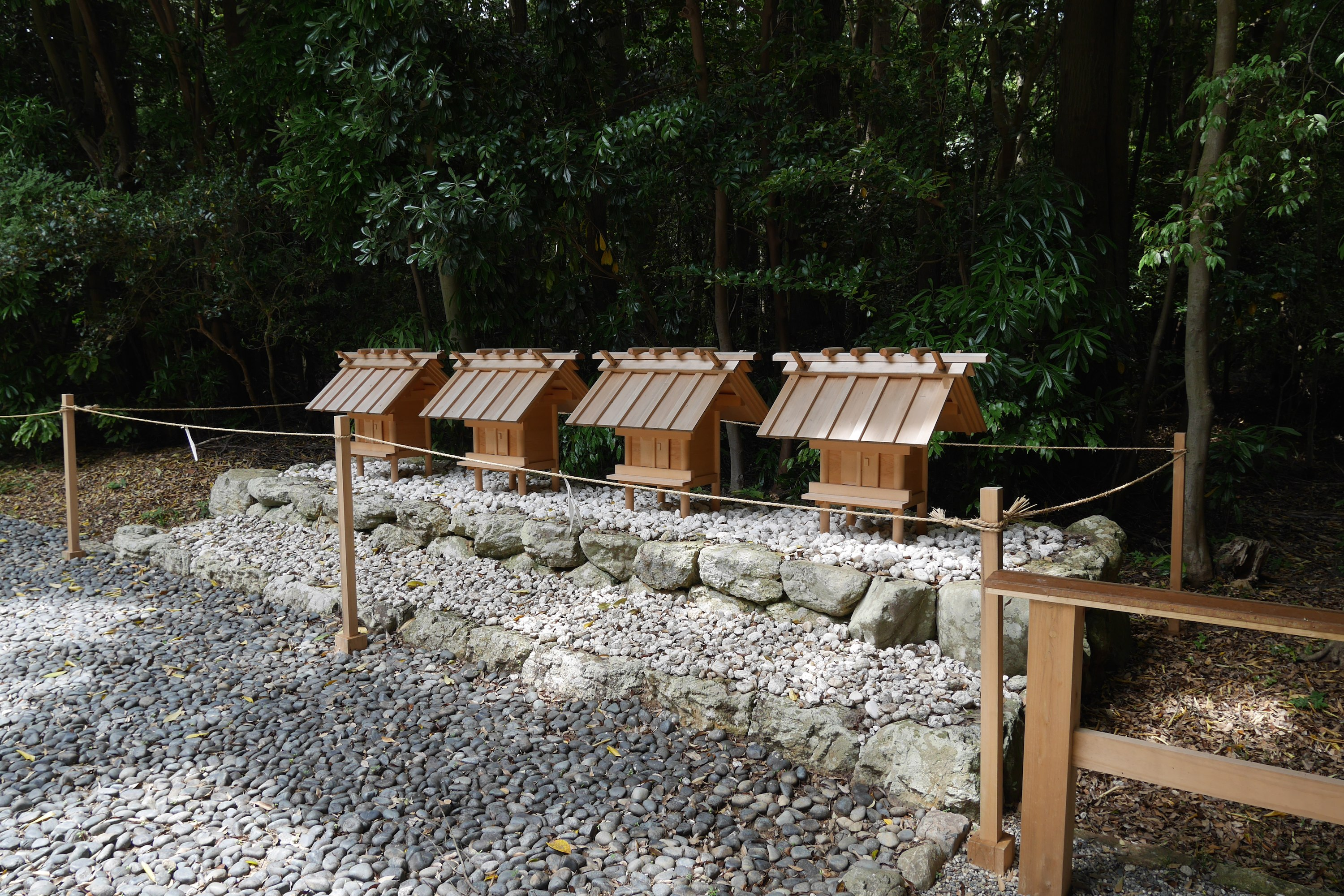
佐美長御前神社

佐美長御前神社由4座神社構成，為伊雜宮管轄的五座神社中的第二至五位。有些文獻記標記為「佐美長御前神社四社」。《磯部町史》則稱為「佐美長神社御前四社」。按《寬文年間伊雜宮神主等謀計當時之磯部宮古圖》記載為「地主神五社」，《志陽略誌》則記載為「月讀宮、熊野遙拜社、子易之社」。神社位處於面向佐美長神社左邊，朝南而建，為四座並立的小神社，全部的板葺均屬神明造。
祭神是佐美長御前神，其他說法則認為供奉伊佐波登美神子孫之靈，《神宮要綱》也採取同樣的說法。另外，大量史料則稱「祭神不明」。

## 歷史
境內曾經出土由繩文時代至古墳時代時的古物，亦發現以彌生時代後期至古墳時代初期為中心的供奉用土器類。

### 創建至中世
按《倭姬命世記》記載，佐美長神社建於垂仁天皇27年9月（前3年10月），比定為《延喜式神名帳》中的「同島坐神乎多乃御子神社」。另一方面，中川經雅在《大神宮儀式解》中稱並未有佐美長神社就是「同島坐神乎多乃御子神社」的證據，因此難以令人信服。按《皇太神宮儀式帳》記載，佐美長神社的祭儀是依從伊雜宮而舉行，因此神社在平安時代以前便可能隸屬於伊雜宮。同書的「伊雜宮祭供奉行事」中雖然被認為是後世擴寫的欄目，但是記有「佐美長神社一處，御前四社」，從而能夠確認佐美長御前神社在當時已經存在，然而其創建年份則不明。
中世初期，神社的祝職由內宮廳宣任命，負責祭祀事宜，但是在中世末期之後，內宮的影響力下降，大歲神社的社殿參照了內宮，建造了萱葺的屋頂，採用金銅等作為裝飾，並且建造高欄和御階。

#### 穗落傳承
穗落傳承是與佐美長神社創建有關的傳承，記載於《倭姬命世記》中。內容如下述：。
|  | 垂仁天皇27年9月，倭姬命一行人在志摩國行幸期間，聽到一隻白枕鶴不斷鳴叫。倭姬命認為大事不妙，便派大幡主命和舍人紀麻良前往一探究竟。兩人發現了一塊種滿稻米的田，並且看見另一隻白枕鶴含著稻米（或是含著稻米飛上天後掉下來）。倭姬命對此說道：「連不會說話的鳥也能夠耕田，將其獻給天照大神吧」，然後伊佐波登美神拔出稻米獻給天照大神。後來由那稞稻米形成的田命名為「千田」，並且在旁邊建立神社，是為伊雜宮，而將白枕鶴奉為「大歲神」來供奉的則是佐美長神社。 |

御巫清直認為這個傳承是強行將朝熊神社的大歲神與佐美長神社扯上關連」。《磯部町史》則認為是「管治當地的磯部氏創立的稻作之神」。

### 近世
江戶時代初期，神社的祝職由內宮任命，稱為「內人」。寬文2年（1662年），斷絕多時的伊雜宮遷宮再次舉行，由山田奉行八木宗直和鳥羽藩主內藤忠政擔任造營奉行，並且以「與其他別宮合併」為由，將社殿規模大幅縮小。此舉引起伊雜宮的一眾神官大表不滿，由原本主張神領復興，演變成伊雜宮為本家的內宮的過激主張。寬文3年（1663年），一眾神官趁江戶幕府征夷大將軍德川家綱前往日光東照宮參拜期間，直接向家綱伸訴，54名神人因而被指大言不慚和阻路，判罰從伊勢和志摩流放。這次「寬文事件」後，大歲神社的祝職再未得到內宮的正式委任，變成由自稱的神職負責祭祀。另外，也設置「神樂所」，並且任命神樂職人。江戶時代，秋津神社和瑞樹神社是大歲神社的末社。

### 近代
1871年，由於神宮職制改革，自稱的神職和神樂職人的職務遭到廢除。取而代之，由伊雜宮的神職負責神社的祭祀事宜，並且在同年8月拆除神樂所。同年，改名為「佐美長神社」。大歲末社的秋津神社和瑞樹神社則合祀為磯部神社，不再歸入佐美長神社境内。
佐美長神社和佐美長御前神社分別在1909年11月和1910年1月重建。1929年，神宮式年遷宮時，以「神殿建有簀子、高欄和御橋，屋頂又以萱葺建造，卻又沒有御垣，相當凌亂」的「體裁上不統一」為由改建。太平洋戰爭期間，護京部隊接管了磯部村國民學校（現志摩市立磯部小學校）的校舍，那些受影響的小學生便改在佐美長神社上課。

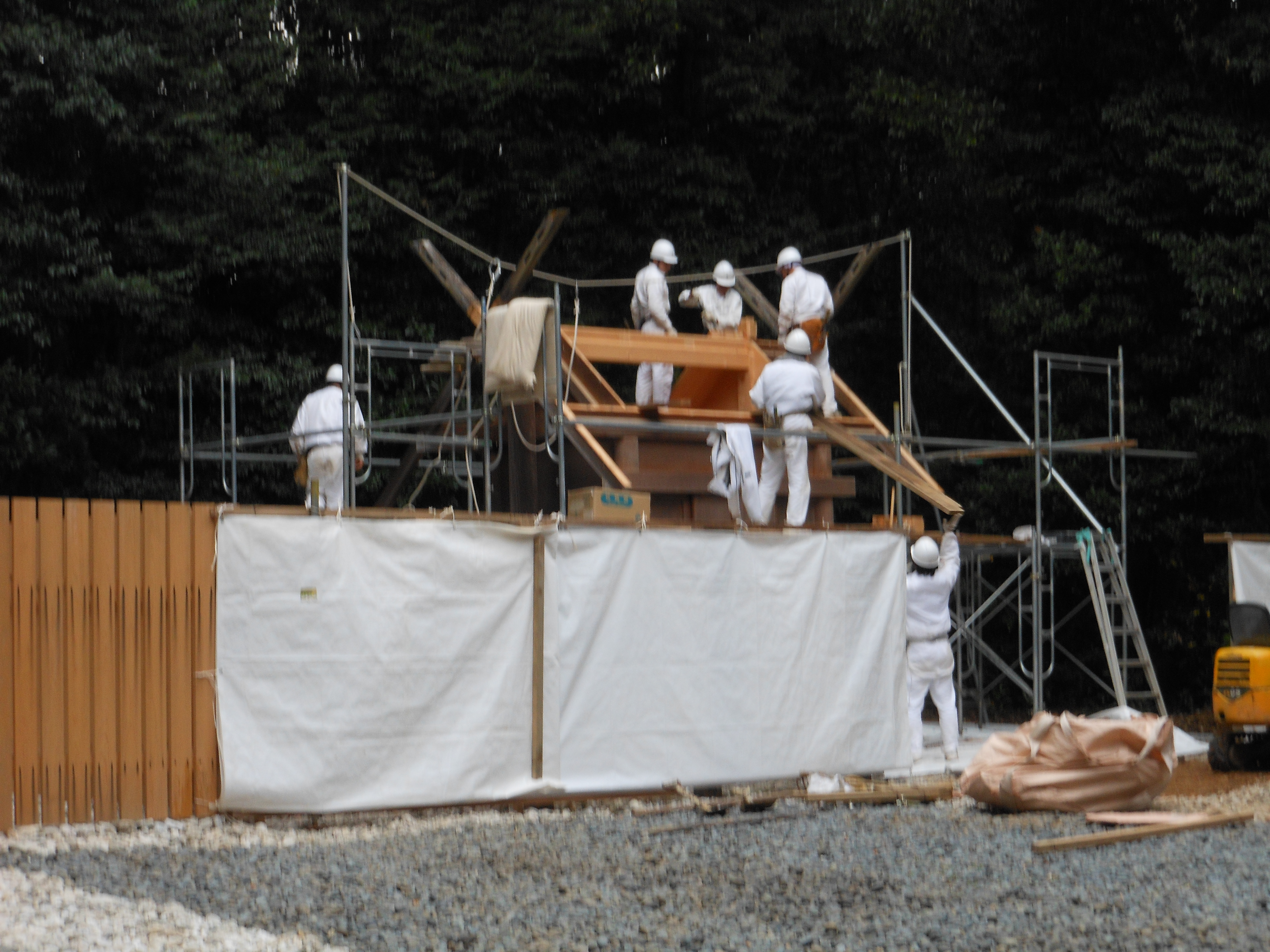
第62回式年遷宮結束後，拆毀中的佐美長神社舊社殿（2014年12月12日）

1959年9月26日，神社受到伊勢灣颱風吹襲，導致境内的大樹倒塌。1994年，式年遷宮舉行。2013年2月1日播放的三重電視台節目《伊勢先生》中，俳人黛圓作為嘉賓參演，並且參拜了佐美長神社。

## 祭祀和遷宮
作為伊雜宮的管轄社，神社祭祀從平安時代至中世為止，每逢神嘗祭、月次祭和式年遷宮時，神社均會獲伊雜宮賜予御饌20束稻米，其他祭料和祭器則由內宮的大宮司下賜，這一點上與伊雜宮相同。中世後，式年遷宮多次延期，當地的磯部鄉民便自發重建社殿。「寬文事件」後，大歲社（佐美長神社）由內宮重建，御前四社則由他人自行重建。明治時代後，佐美長神社和佐美長御前神社的式年遷宮均由神宮司廳以及造神宮使廳負責。
室町時代至江戶時代為止，境內建有「神樂殿」，供奉猿田彥，祈求天下太平和五穀豐收，每年均會舉行36次神樂。

## 交通
- 近畿日本鐵道志摩線志摩磯部站徒步約16分（約830米）[18]。
- 三重交通巴士（日语：路線バス）「磯部小學校前」巴士站徒步約1分（約100米）。
- 國道167號「伊勢道路入口」的路口南下，經由三重縣道61號磯部大王線，約1分（約300米）。佐美長神社並未設有停車場，但是附近的鳥羽志勢廣域聯合（日语：鳥羽志勢広域連合）（磯部町（日语：磯部町 (三重県)）政府原址）設有停車場可供使用。

## 外部連結
- 佐美長神社（さみながじんじゃ） - 財團法人伊勢神宮崇敬會
- 佐美長御前神社四社（さみながみまえじんじゃ） - 財團法人伊勢神宮崇敬會
- 佐美長神社と鶴の穂落とし（页面存档备份，存于） - 伊勢志摩閃耀千選（日语：伊勢志摩きらり千選）（一般財團法人伊勢志摩國立公園協會）